# Os (astrologie)
De os, buffel of stier is het tweede dier in de twaalfjaarlijkse cyclus van de Chinese dierenriem volgens de Chinese kalender.
Karaktereigenschappen volgens de Chinese astrologie: krachtig en betrouwbaar, een geboren leider, een harde werker, kiest het liefst de kortste weg, zachtaardig en geduldig, maar kan ook flink uitvallen, is soms koppig.
Goede partners voor de os zijn de slang, de haan en de rat.

## Jaar van de os
Onderstaande jaren zijn jaren die in het teken van de os staan. Let op: de Chinese maankalender loopt niet gelijk met de gregoriaanse kalender – het Chinees Nieuwjaar valt in januari of februari. Voor de jaren volgens de gregoriaanse kalender moet daarom bij onderstaande jaartallen 1 worden opgeteld.
1901 - 1913 - 1925 - 1937 - 1949 - 1961 - 1973 - 1985 - 1997 - 2009 - 2021 - 2033 - 2045

## Uur van de os
Het uur van de os duurt van 01.00 tot 02.59 uur (Peking-tijd; de dag wordt in China traditioneel in 12 uren onderverdeeld).